# Monastero di Sanahin
Il monastero di Sanahin (Սանահինի վանքային համալիր) è un monastero armeno nella provincia di Lori.
Il monastero comprende diversi edifici, chiese e tombe. La parte più antica, il sancta sanctorum della chiesa di Santa Madre di Dio (Surp Astvatsatsin) risale al 928 , mentre la biblioteca risale al 1062 Nel XII secolo vi fu istituita una scuola di medicina.
Letteralmente in armeno il nome Sanahin significa "questo è più vecchio di quello", probabilmente in riferimento al vicino monastero di Haghpat. I due villaggi e i due monasteri sono molto simili fra loro, e dall'uno si può perfettamente vedere l'altro; entrambi sorgono su un altopiano dissestato, separati da una profonda crepa formata da un piccolo fiume che si getta nel fiume Debed.
Come per Haghpat, Sanahin è freequentato da un crescente numero di turisti, visto il suo inserimento nell'itinerario di diverse agenzie turistiche armene. Il complesso appartiene alla Chiesa apostolica armena e vi sono numerosi khachkar (cippi funerari scolpiti) e tombe di vescovi.

## Galleria d'immagini

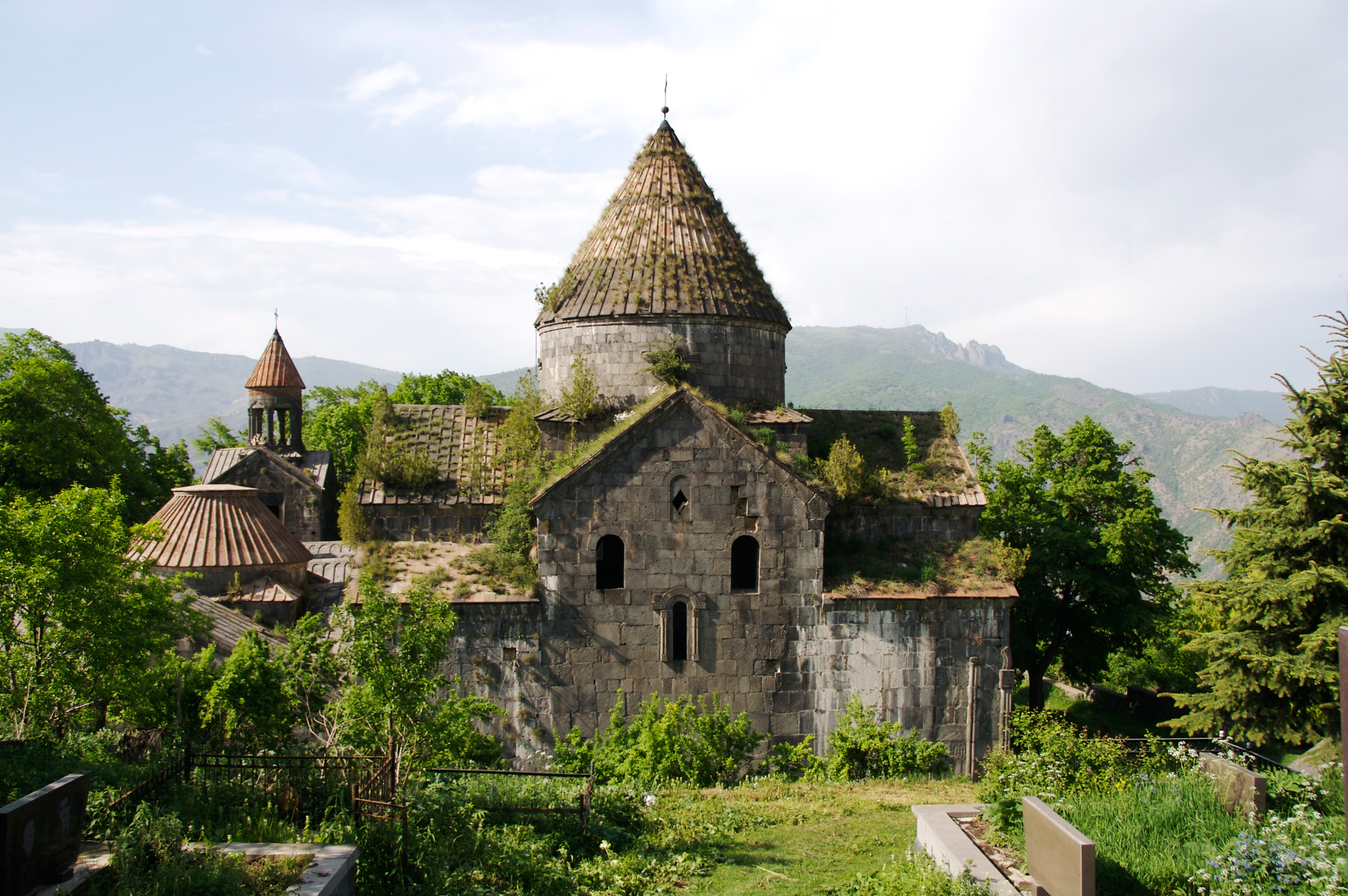
Panorama
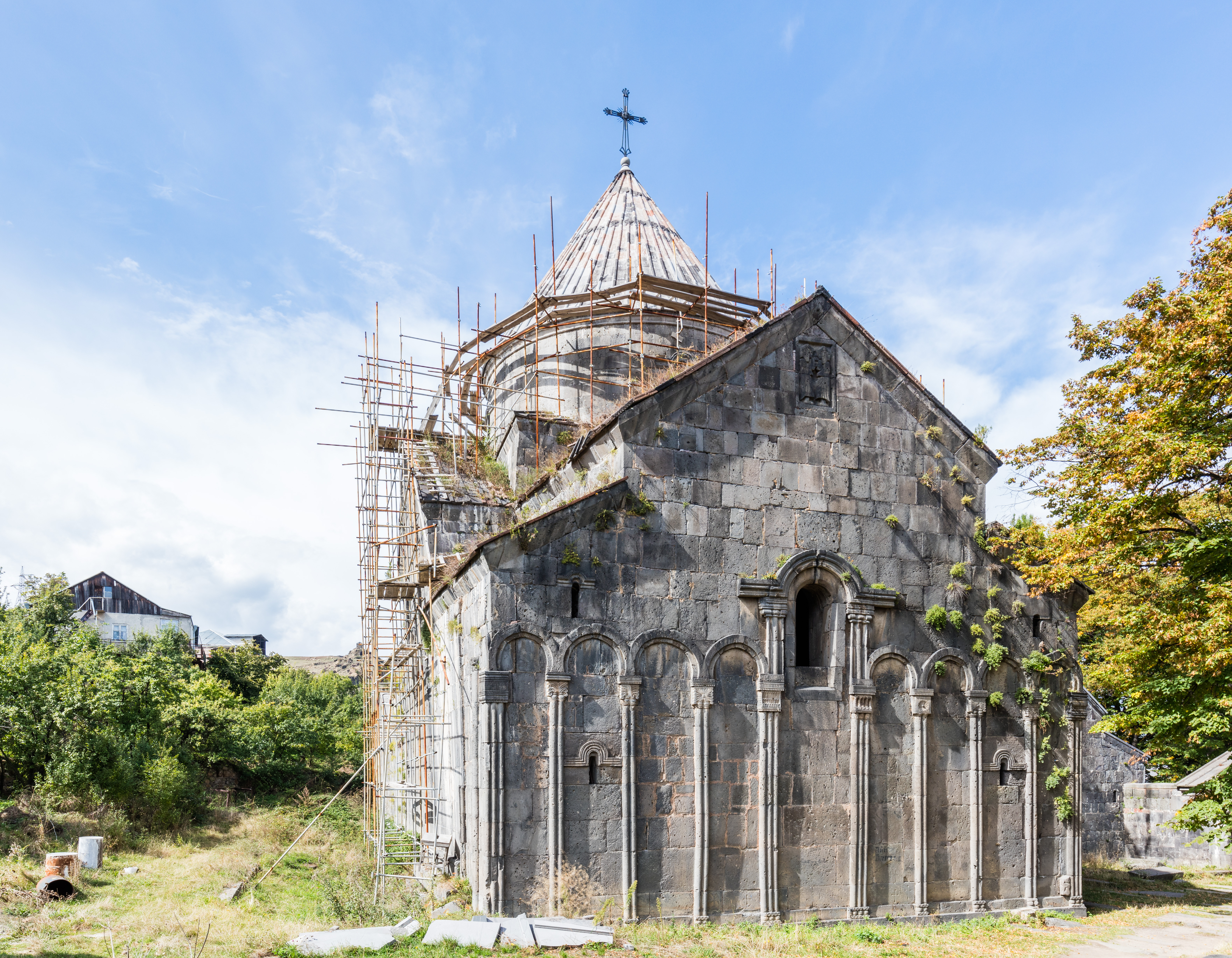
Cappella di San Gregorio
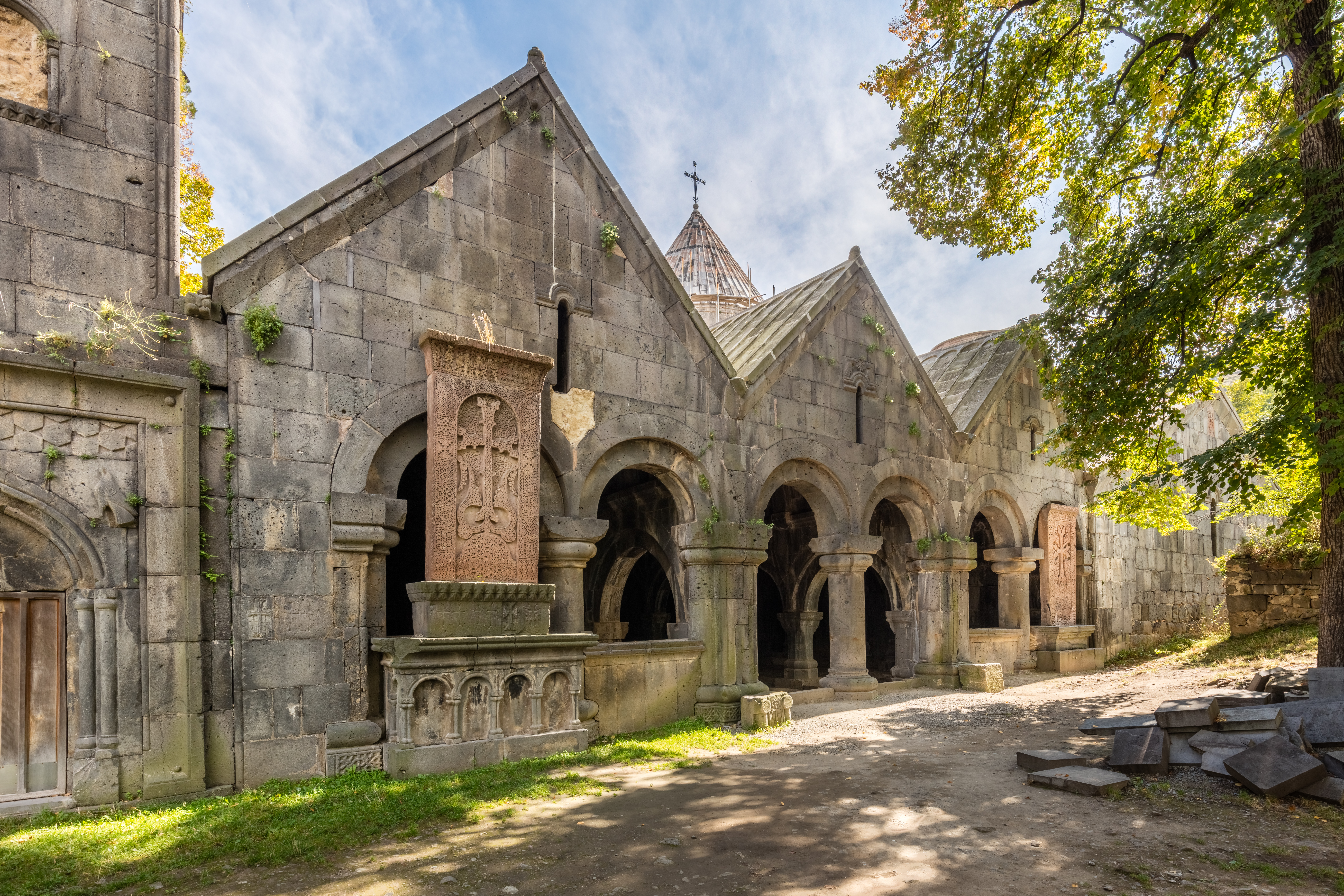
Vista esterna
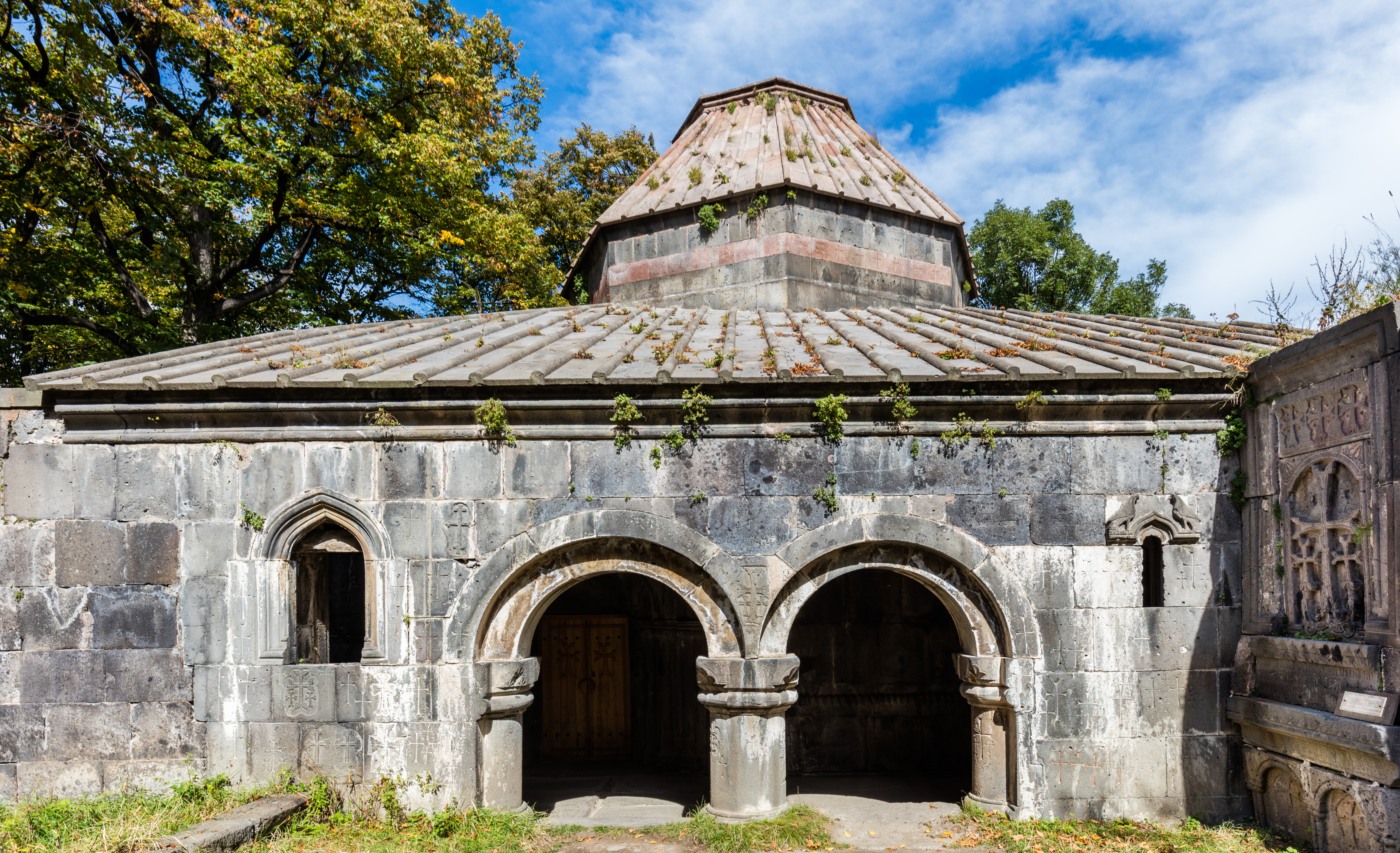
Libreria del monastero
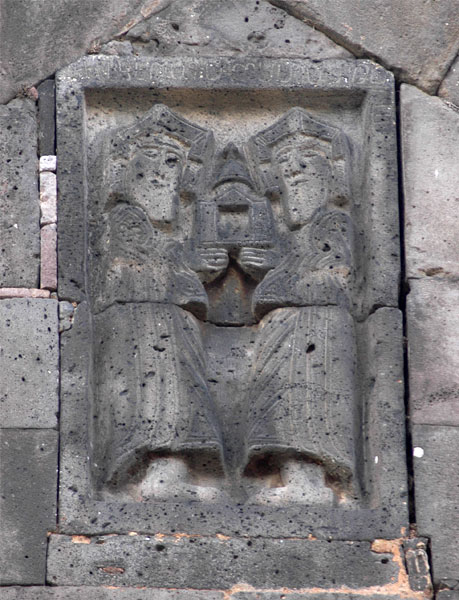
Un khatchkar
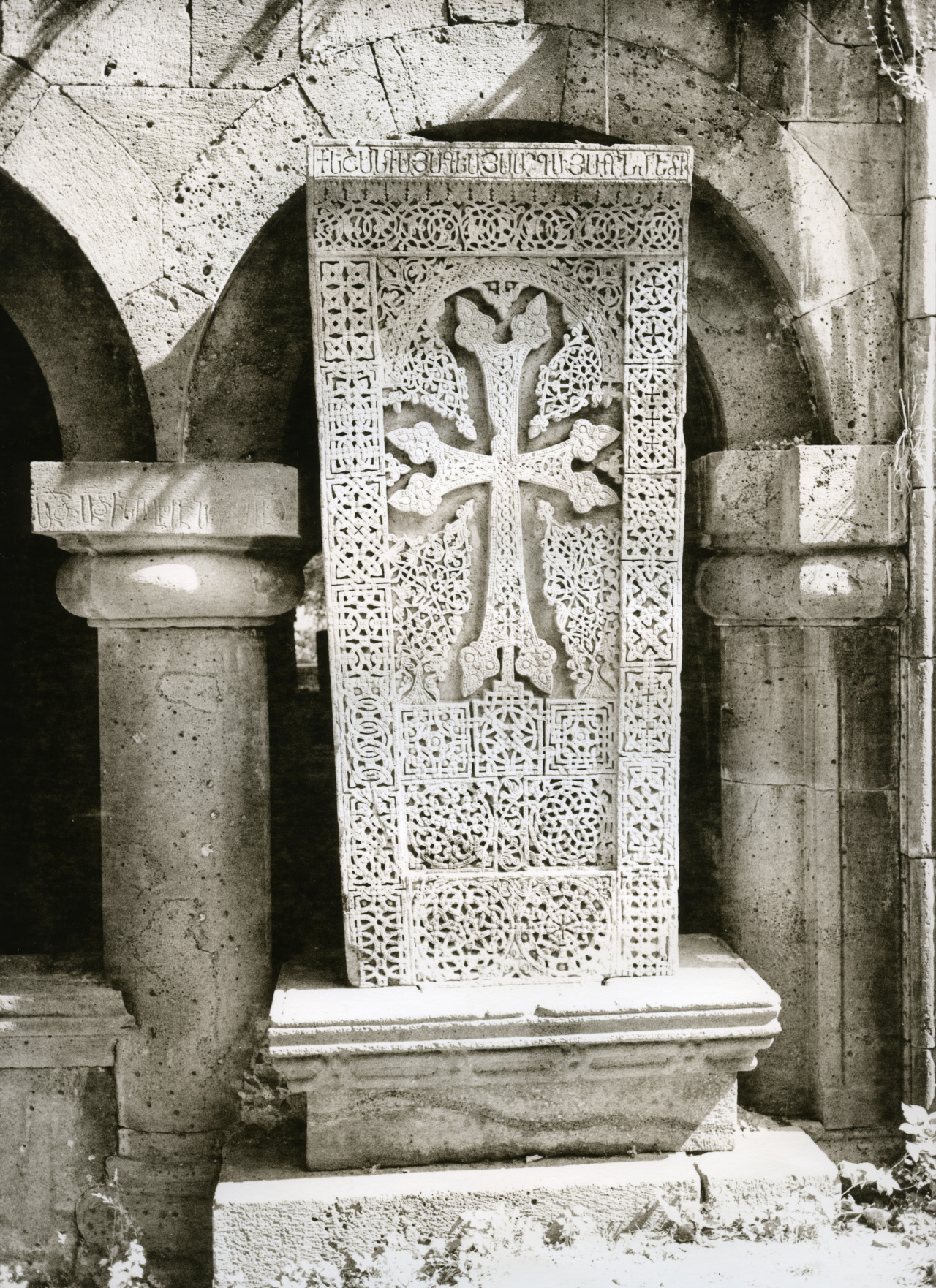
Un altro khatchkar
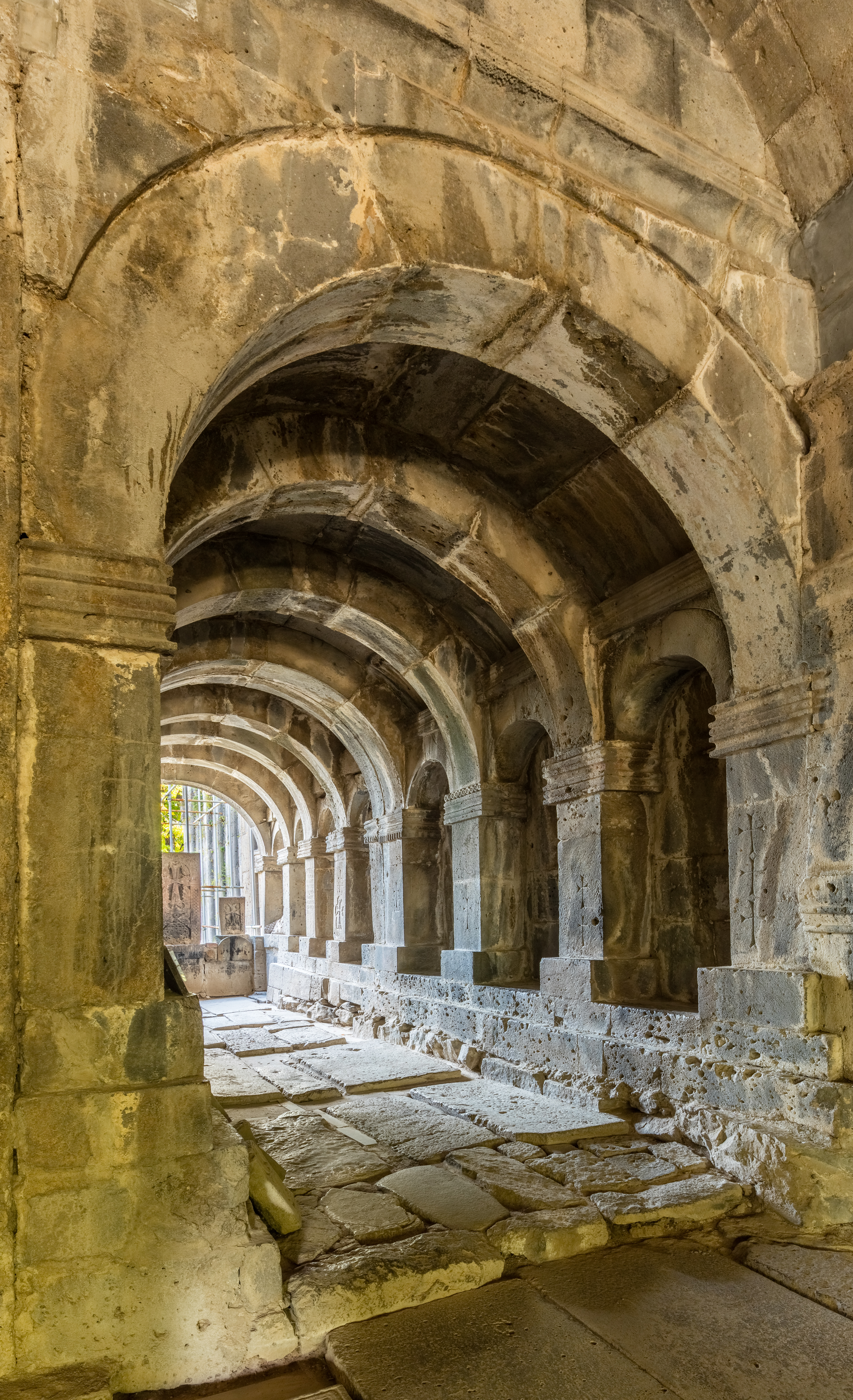
Interno
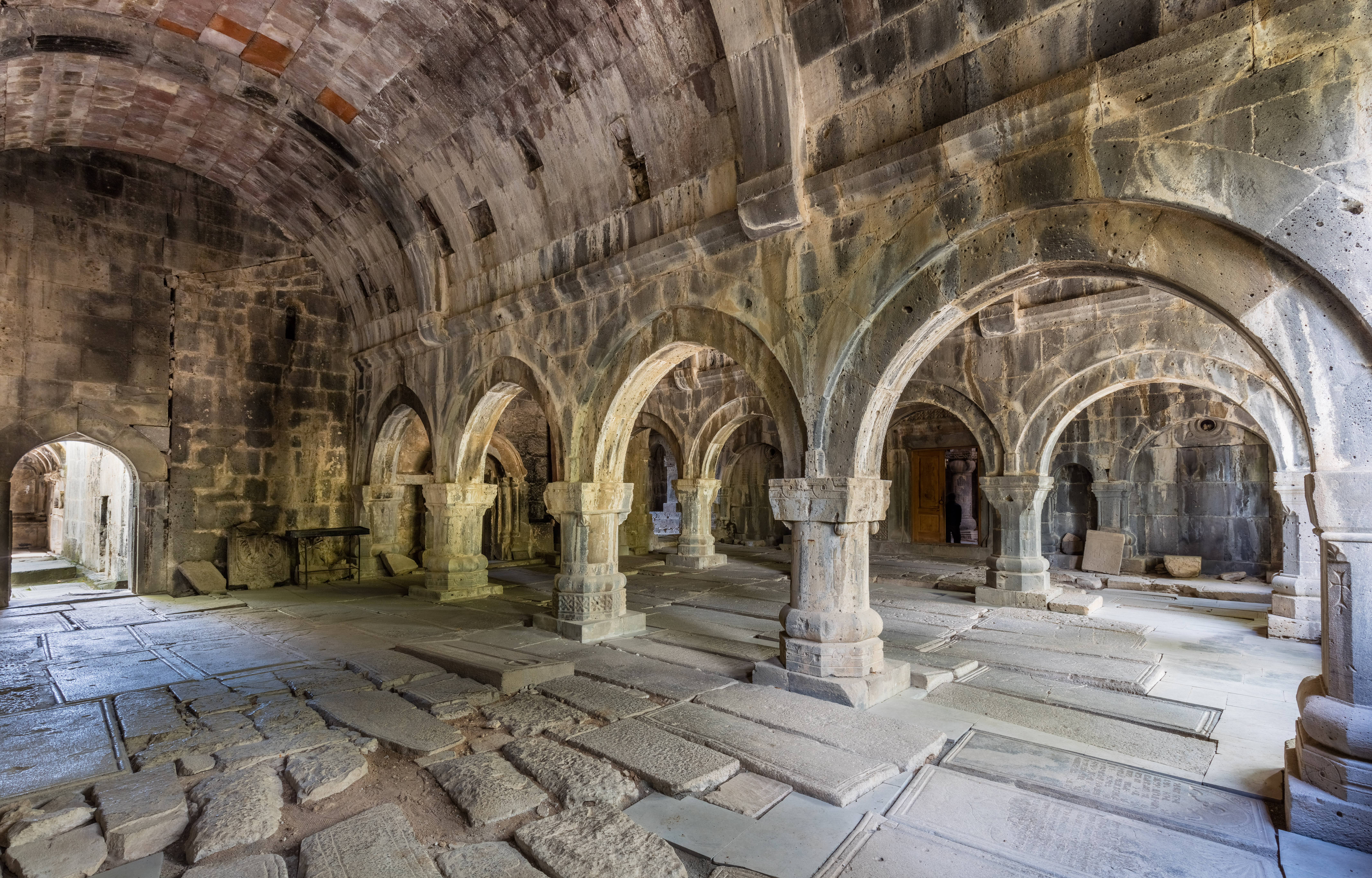
Interno
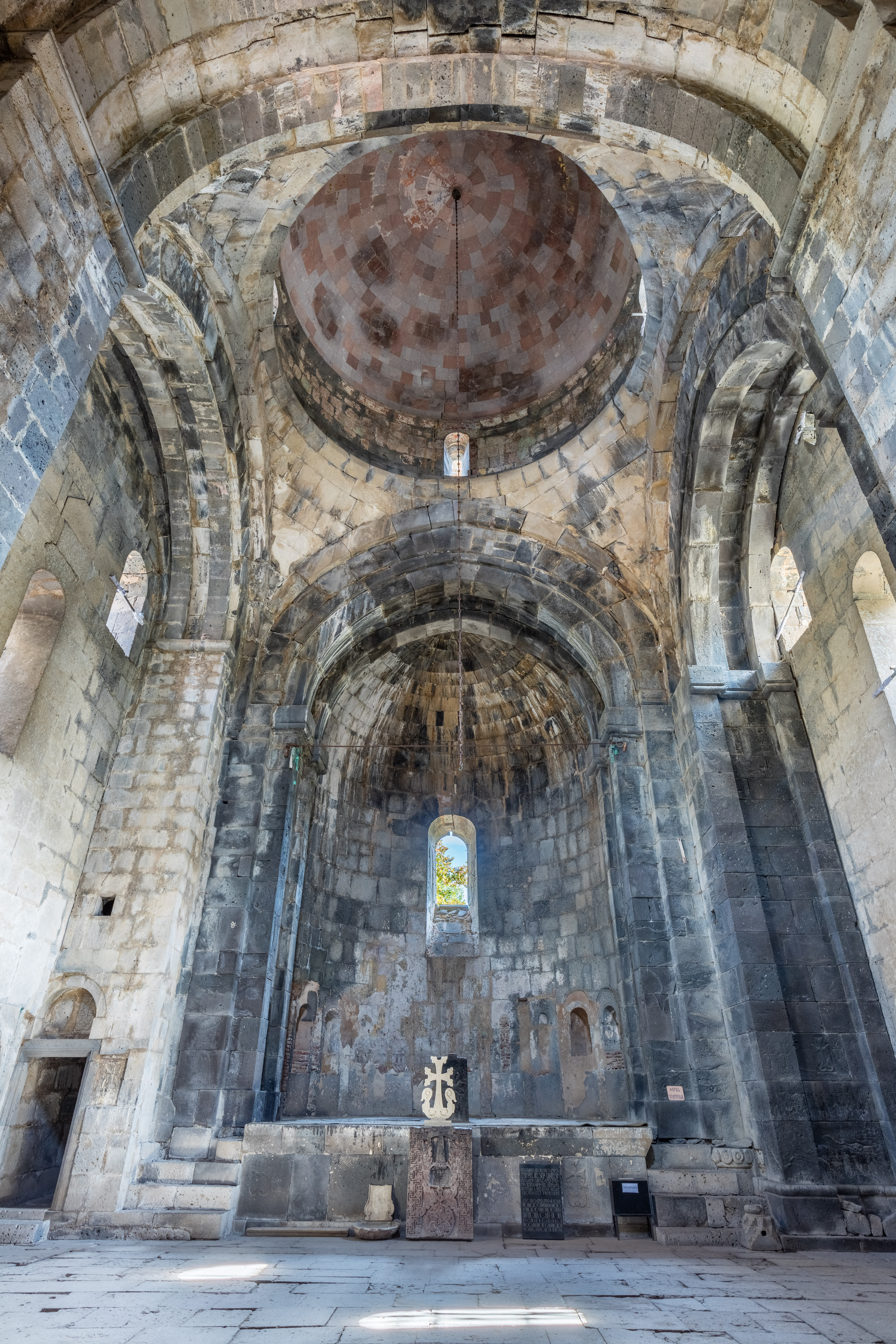
Cappella
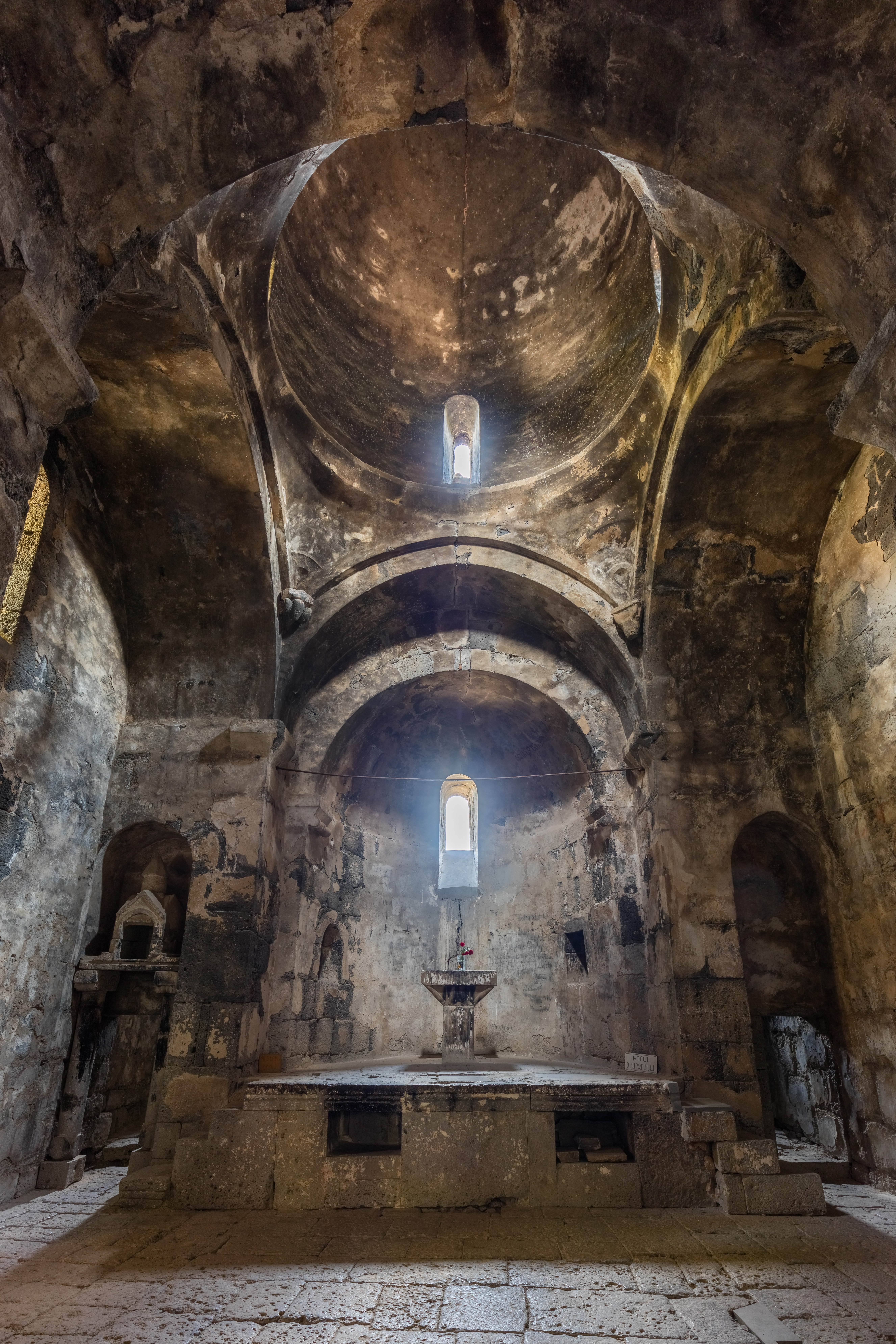
Un'altra cappella
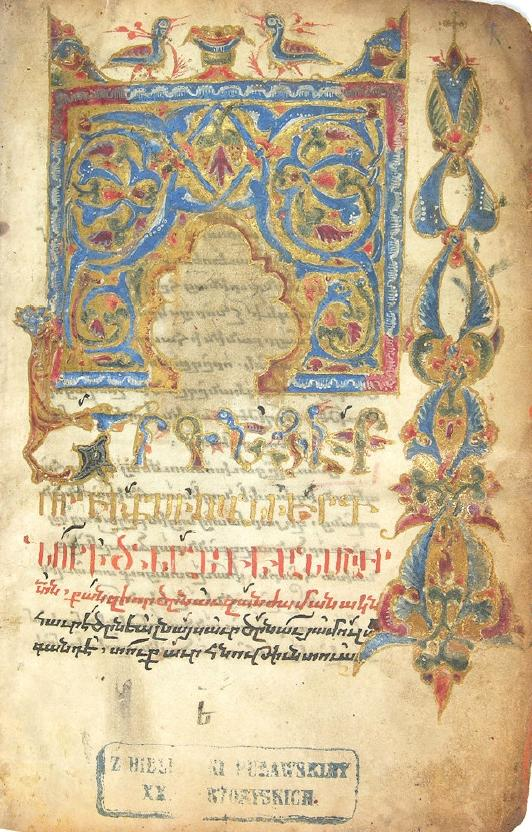
Manoscritto del XVI secolo proveniente dal monastero e conservato al Museo Czartoryski
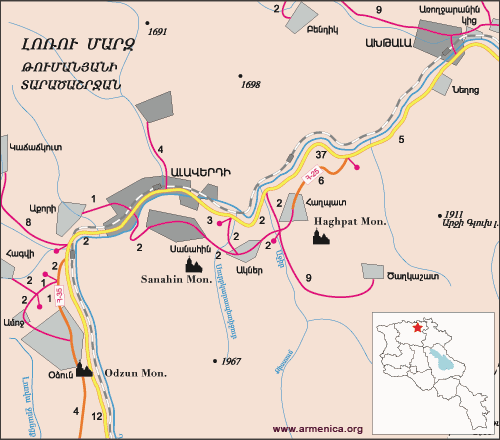
Mappa dell'area intorno ai monasteri di Haghpat e Sanahin